# Galilaeana
Galilaeana  è una rivista internazionale in open access, che pubblica articoli sottoposti a referaggio anonimo. Ha periodicità semestrale ed è specializzata in storia della scienza in epoca rinascimentale e moderna, con particolare riferimento agli aspetti connessi agli studi galileiani.

## Storia

Primo numero di Galilaeana open access

Promossa dall’Istituto e Museo di Storia della Scienza di Firenze, oggi Museo Galileo, Galilaeana nasce nel 2004 con lo scopo di approfondire la figura di Galileo Galilei sotto tutti gli aspetti: dalla biografia, all’opera, alle acquisizioni scientifiche, alla fortuna.
Specializzata in storia della scienza in epoca rinascimentale e moderna, Galilaeana prende in esame anche contributi non di stretta pertinenza galileiana, ma di sicuro rilievo per la ricostruzione dello scenario culturale della prima età moderna. A sottolineare tale attenzione, nel 2014 l’iniziale sottotitolo Journal of Galilean Studies è stato sostituito con l’attuale Studies in Renaissance and Early Modern Science.

A partire dal 2023 ha abbandonato il formato cartaceo delle edizioni Olschki e l’originaria periodicità annuale per divenire una rivista semestrale online in open access.

Primo volume di Galilaeana (2004)

## Struttura
La rivista presenta le seguenti sezioni:
Studies
Iconography
Texts & Documents
Essay Reviews
News
A partire dal 2023 accoglie e promuove sezioni monografiche (Focus) su temi e questioni specifiche.

## Biblioteca di Galilaeana
Alla rivista è legata, a partire dal 2010, la collana “Biblioteca di Galilaeana”  che ospita contributi di varia natura inerenti al suo ambito di interesse pubblicata dall'editore fiorentino L.S. Olschki:
- Filippo Camerota, Linear perspective in the age of Galileo: Ludovico Cigoli's Prospettiva pratica, 2010, ISBN 978-88-222-5986-8.
- Massimo Bucciantini, Michele Camerota, Franco Giudice (a cura di), Il caso Galileo: una rilettura storica, filosofica, teologica, 2011, ISBN 978-88-222-6039-0.
- Dario Tessicini, Patrick J. Boner (a cura di), Celestial novelties on the eve of the scientific revolution, 1540-1630, 2012, ISBN 978-88-222-6254-7.

## Indicizzazione
È indicizzata su Scopus; Arts & Humanities Citation Index; EriH plus.
Rivista di classe A nell’elenco dell’Agenzia nazionale di valutazione del sistema universitario e della ricerca per i settori 11 C1, C2, C3, C4, C5.